# The F**k-It List
The F**K-It List is een Amerikaanse coming of age-dramedyfilm uit 2020, geschreven en geregisseerd door Michael Duggan. De hoofdrollen worden vertolkt door Eli Brown, Madison Iseman, Jerry O'Connell, Karan Brar en Tristan Lake Leabu.
De film werd uitgebracht op 1 juli 2020 op Netflix, en verwijderd van de streamingdienst op 1 april 2023.

## Verhaal
Nadat middelbare scholier Brett een grap uithaalt die niet goed uitpakt en zijn leven op zijn kop zet, is hij gedwongen zijn excuses aan te bieden. Hij maakt een lijst met dingen die hij anders had willen doen.

## Rolverdeling
| Acteur             | Personage         |
| ------------------ | ----------------- |
| Eli Brown          | Brett Blackmore   |
| Madison Iseman     | Kayla Pierce      |
| Jerry O'Connell    | Jeffrey Blackmore |
| Natalie Zea        | Kristen Blackmore |
| Karan Brar         | Nico Gomes        |
| Marcus Scribner    | Clint             |
| Tristan Lake Leabu | Les               |
| Peter Facinelli    | Barry Brooks      |
| King Bach          | Jasper Zim        |

## Productie
De productie van F**K It List begon in 2018 onder Awesomeness Films. Het was Michael Duggan's debuut als regisseur, alhoewel hij als schrijver en producent al jarenlang werkzaam was.